# Provincia de Forlì-Cesena
Forlì-Cesena (en italiano: provincia di Forlì-Cesena) es una provincia de la región de la Emilia-Romaña, en Italia. Su capital, y ciudad más poblada, es la ciudad de Forlì.

## Historia
Fue creada como "provincia de Forlì" con la Matrícula "FO". En 1992, la parte sur de la provincia fue segregada para formar la nueva provincia de Rímini, y el nombre de la provincia fue cambiado al presente de "provincia de Forlì-Cesena", y la matrícula de automóviles a "FC".
El ISO 3166-2 también fue cambiado a "FC" en 2010.

## Geografía

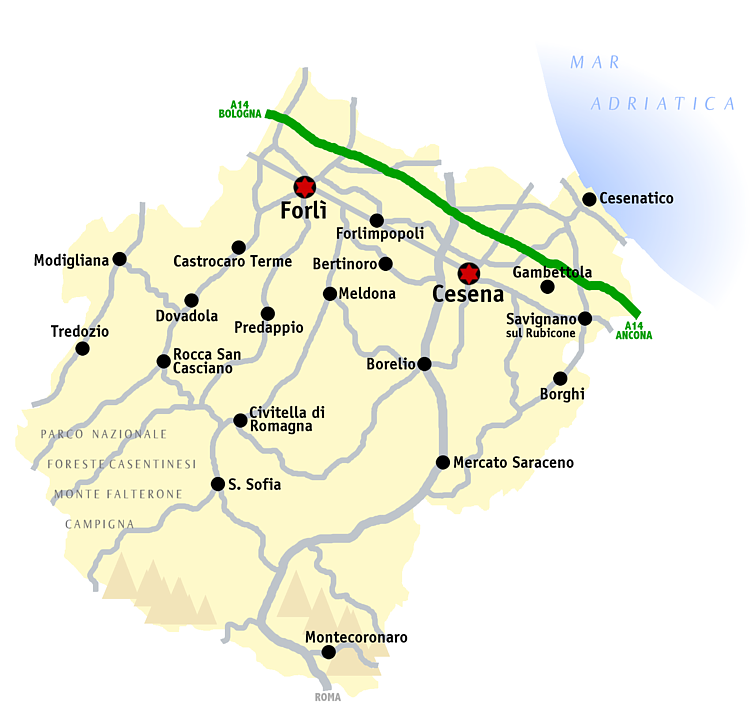
Mapa de la provincia de Forlì-Cesena.

La provincia de Forlì-Cesena tiene una superficie de 2378,4 km². Es, junto con la provincia de Rímini, la más sureña de las provincias en la región Emilia-Romaña. Tiene una corta línea de costa en el mar Adriático.
La capital provincial, la ciudad de Forlì, se encuentra al lado del río Montone, y a unos 70 km al sureste de Bolonia, la capital de la región.
La provincia limita al norte y noroeste con la provincia de Ravena; al oeste con la provincia de Florencia (en Toscana); al sur con la provincia de Arezzo (también en Toscana); al sureste con la provincia de Rímini; y al este con el mar Adriático.
En la provincia hay dos áreas protegidas principales:
- Parque natural del río Savio (en italiano: Parco naturale del fiume Savio), a lo largo del río Savio; y
- Parque nacional de Foreste Casentinesi, Monte Falterona y Campigna (en italiano: Parco naturale delle Foreste Casentinesi, Monte Falterona e Campigna), un parque nacional en el norte de los Apeninos.

## Población
Al 1 de enero de 2016, la población de la provincia era de 394 601, para una densidad poblacional de 165,91 habitantes/km². Los municipios con más habitantes son Forlì (117 913 habitantes) y Cesena (96 758 habitantes). El municipio con menor población es Portico e San Benedetto, con 756 habitantes.
Evolución de la población en la provincia de Forli-Cesena
† Población estimada al 1 de enero de 2016

## División administrativa
La siguiente tabla muestra los 30 municipios (en italiano: comuni) con su población, su superficie y altitud:
| N.º | Municipio                         | Población | Superficie (km²) | Densidad | Altitud (m) |
| --- | --------------------------------- | --------- | ---------------- | -------- | ----------- |
| 1   | Bagno di Romagna                  | 6026      | 233,52           | 25,81    | 462         |
| 2   | Bertinoro                         | 11 059    | 57,25            | 193,17   | 254         |
| 3   | Borghi                            | 2843      | 30,23            | 94,05    | 264         |
| 4   | Castrocaro Terme e Terra del Sole | 6426      | 38,95            | 164,98   | 68          |
| 5   | Cesena                            | 96 758    | 249,47           | 387,85   | 44          |
| 6   | Cesenatico                        | 25 796    | 45,16            | 571,21   | 2           |
| 7   | Civitella di Romagna              | 3786      | 117,93           | 32,1     | 219         |
| 8   | Dovadola                          | 1653      | 38,97            | 42,42    | 140         |
| 9   | Forlì                             | 117 913   | 228,20           | 516,71   | 34          |
| 10  | Forlimpopoli                      | 13 290    | 24,46            | 543,34   | 30          |
| 11  | Galeata                           | 2516      | 63,13            | 39,85    | 237         |
| 12  | Gambettola                        | 10 660    | 7,77             | 1371,94  | 31          |
| 13  | Gatteo                            | 9068      | 14,14            | 641,3    | 20          |
| 14  | Longiano                          | 7126      | 23,58            | 302,21   | 179         |
| 15  | Meldola                           | 9970      | 79,08            | 126,07   | 58          |
| 16  | Mercato Saraceno                  | 6886      | 99,33            | 69,32    | 134         |
| 17  | Modigliana                        | 4560      | 101,17           | 45,07    | 185         |
| 18  | Montiano                          | 1716      | 9,26             | 185,31   | 159         |
| 19  | Portico e San Benedetto           | 756       | 61,05            | 12,38    | 309         |
| 20  | Predappio                         | 6346      | 91,39            | 69,44    | 133         |
| 21  | Premilcuore                       | 799       | 98,56            | 8,11     | 459         |
| 22  | Rocca San Casciano                | 1910      | 50,56            | 37,78    | 210         |
| 23  | Roncofreddo                       | 3386      | 51,53            | 65,71    | 314         |
| 24  | San Mauro Pascoli                 | 11 690    | 17,29            | 676,11   | 21          |
| 25  | Santa Sofia                       | 4136      | 148,87           | 27,78    | 257         |
| 26  | Sarsina                           | 3446      | 100,72           | 34,21    | 243         |
| 27  | Savignano sul Rubicone            | 17 766    | 23,30            | 762,49   | 32          |
| 28  | Sogliano al Rubicone              | 3195      | 93,43            | 34,2     | 379         |
| 29  | Tredozio                          | 1212      | 62,20            | 19,49    | 334         |
| 30  | Verghereto                        | 1907      | 117,90           | 16,17    | 812         |